# Luis Mendoza (cantante)
Luis Alberto Elías Bottini, conocido artísticamente como Luis Mendoza (Montevideo, 20 de julio de 1911-¿?, 5 de noviembre de 1997) fue un cantor y compositor uruguayo de larga trayectoria en el género del tango en el su país y en Argentina.

## Actividad profesional
Nació en el barrio La Unión de Montevideoy desde adolescente participó con su canto en reuniones musicales y llegó a integrar distintos dúos, una expresión vocal muy difundida en esa época en el Uruguay. Integró varias troupes, como el grupo Marotta, el consagrado Los Fitipaldi y la Troupe Los Trovadores, un tipo de espectáculo difundido en Montevideo que se muestra principalmente para las fiestas de Carnaval y del que surgieron artistas que luego tuvieron trayectoria destacada.
Debutó como solista en Radio América de Uruguay, y a sugerencia de Amanda Ledesma que actuaba en el mismo programa viajó a Buenos Aires donde fue contratado por Radio Stentor en la que debutó con el nombre de Luis Botín y el acompañamiento de un trío dirigido por el pianista José Tinelli. Al año siguiente integró el conjunto de Francisco Lauro en el cual Juan Sánchez Gorio era el primer bandoneonista. En 1938 fue requerido por Tinelli para la orquesta que dirigía, para suplir al cantor Rodolfo Martínez, y al mismo tiempo que en ese conjunto compartía los temas cantables con la excelente cancionista Chola Bosch, esposa del director, actuaba como solista en LS10 Radio Callao.
Con la orquesta de Tinelli hizo su primera grabación, registrando a dúo con Chola Bosch el tango El embrujo de tu violín y Milonga nueva, del mismo Tinelli con letra de Carlos Marín; ambos temas se incluyeron en la película El sobretodo de Céspedes. Cuando en 1940, Sánchez Gorio pasó a dirigir la Orquesta Los Mendocinos, llamó como cantores a Mario Landi y a Luis, quien a partir de ese momento tomó el nombre artístico de Luis Mendoza. La orquesta tenía mucho ritmo y era muy bailable y allí empezó una etapa brillante y exitosa del cantor, con actuaciones en Radio Belgrano y Splendid, en locales nocturnos y, en especial, en clubes de barrio donde encontró un público, en su mayoría familias, que se convirtieron en sus seguidores.
La orquesta fue  contratada por la discográfica RCA Victor, para la cual hace el 18 de agosto de 1944, con la voz de Luis Mendoza, la primera grabación con el tango Oriente, cuya música le pertenecía a Sánchez Gorio en tanto la letra era de Horacio Basterra y el vals de Alfredo Pelaia Claveles mendocinos, que obtuvieron un importante suceso en las ventas. El 4 de enero de 1945 grabó No me importa su amor, de José Dames y Enrique Cadícamo. En 1946 actuaron en el Café Marzotto y en el Carnaval de 1947 animaron los bailes del club Defensores de Santos Lugares.
En 1948 ingresó a la orquesta el cantor Jorge Linares que se había desvinculao de la orquesta de Pedro Laurenz e hizo una exitosa gira por el país y por Uruguay. A fines de 1949, se incorporó el cantor Osvaldo Bazán, que venía de la orquesta de Emilio Balcarce, quien conformó con Mendoza uno de los binomios más populares de esos años. En 1951 el nuevo sello Orfeo, al que más adelante absorbió la CBS-Columbia lo contrató para grabar. Ese año registraron el vals de Sánchez Gorio con letra de Reinaldo Yiso Comodoro Rivadavia que cantaron a dúo Mendoza y Bazán y al año siguiente se produjo el mayor éxito discográfico de su carrera con el tango Gitana rusa cantado por Luis Mendoza que ya había sido objeto de grabaciones desde diez años antes por Osvaldo Fresedo con la voz de Oscar Serpa y por Ricardo Malerba con la de Orlando Medina.El éxito del disco impulsó la grabación de una serie de temas, entre los que se recuerdan en especial la milonga del actor cómico Ubaldo Martínez, Cosas de borrachos , el tango Levantá la frente  y, además de nuevas versiones de Oriente  y Claveles mendocinos  el bonito vals de Hilario Cuadros La monjita  a dúo por Bazán y Mendoza.
En los años siguientes continuó trabajando en radioemisoras  y en confiterías bailables acompañado con una gran venta de discos. En 1957, tras una gira por Brasil, los cantantes Luis Mendoza –tras 18 años con Gorio- y Osvaldo Bazán, se separaron amigablemente de la orquesta. Mendoza continuó su carrera como solista con giras por el interior de Argentina, por Uruguay y Centroamérica.
Luis Mendoza por su repertorio y por su estilo fue un importante ejemplo del estilo magaldiano. Como compositor, además del vals Comodoro Rivadavia, El santo de la espada, Gran cartón, Manyamiento, Otro disco en la fonola, Piba de barrio, Déjame que te bese y Yatasto puñado de viento.
Luis Mendoza falleció el 5 de noviembre de 1997.